# Marcos Alonso (football, 1990)
Pour les articles homonymes, voir Marcos Alonso et Alonso.
Alonso  Mendoza est un nom espagnol. Le premier nom de famille, en général paternel, est Alonso ; le second, en général maternel, souvent omis, est Mendoza.
Marcos Alonso Mendoza, né le 28 décembre 1990 à Madrid en Espagne, est un footballeur international espagnol qui évolue au poste de défenseur latéral gauche au RC Celta.

## Carrière de joueur

### Madrid
Après être passé dans les équipes de jeunes du Real Madrid CF, Marcos Alonso Mendoza rejoint en 2008 l'équipe réserve du Real Madrid, le Real Madrid Castilla, et dispute son premier match de Segunda División B à 18 ans. Le 11 décembre 2009, il est convoqué pour la première fois dans le groupe de l'équipe première par l'entraîneur Manuel Pellegrini. Il joue son seul match en équipe première contre le Racing de Santander le 4 avril 2010 en remplaçant Gonzalo Higuaín à la dernière minute du match.

### Bolton
Marcos Alonso Mendoza rejoint au cours de l'été 2010 Bolton pour une durée de trois ans. Avec le club anglais, il dispute son premier match en compétition un mois plus tard en Coupe de la Ligue. Le 1er janvier 2011, Marcos Alonso joue son premier match de championnat et le 31 mars 2012, il inscrit son premier but en Premier League.

### ACF Fiorentina
Le 31 mai 2013, il est transféré dans le club de Florence, la Fiorentina, pour une durée de trois ans. À l’aise balle au pied, il se plait sur le terrain Florentin, et inscrit plusieurs buts : en 53 rencontres de Série A, il marque à quatre reprises sous le maillot de la Viola. Sa précision balle au pied augmente également, passant au-dessus des 80 % de passes réussies. Il ajoute à ses buts sept passes décisives.

### Sunderland AFC
Le 30 décembre 2013, Marcos Alonso rejoint Sunderland AFC pour un prêt de six mois. A Sunderland, il prend son envol définitif. Il s'impose en effet dans le onze type du Sunderland AFC lors de ce prêt. Il dispute une vingtaine de matchs en six mois, soit beaucoup plus que les trois rencontres jouées en début de saison avec la Viola. Il vient s'imposer notamment à Stamford Bridge contre Chelsea sous le maillot des Black Cats.

### Chelsea FC
Le 31 août 2016, il rejoint dans les dernières heures du marché des transferts Chelsea FC pour un montant estimé à 27 M€.
Le 29 mai 2021, il remporte la Ligue des Champions face à Man City à Porto.
Le 1er septembre 2022, dans les dernières heures du mercato, il est libéré de Chelsea FC.

### FC Barcelone
Le 3 septembre 2022, il signe un contrat d'une saison en faveur du FC Barcelone. Le 27 janvier 2023, il prolonge son contrat jusqu'en juin 2024, avec une année en option.
En 2023-2024, Alejandro Balde voire João Cancelo lui sont préférés au poste d'arrière gauche. Absent des terrains en décembre en raison d'une lombalgie, Marcos Alonso est opéré du dos en début d'année 2024 et est absent de toute compétition pendant une durée estimée entre six et huit semaines.

### Celta Vigo
Laissé libre par le FC Barcelone, Marcos Alonso rejoint le Celta de Vigo le 28 août 2024, signant un contrat d'une saison, avec une saison supplémentaire en option.

### Sélection nationale
Il est sélectionné avec l'Espagne A par Julen Lopetegui, le 16 mars 2018, pour participer aux matchs amicaux en Allemagne le 23 mars et contre l'Argentine le 27 mars à Madrid. Il débute le 27 mars face à l'Argentine (victoire 6 à 1).

## Statistiques
| Saison                | Club                  | Championnat           | Championnat | Championnat | Championnat | Coupe nationale | Coupe nationale | Coupe nationale | Coupe de la Ligue | Coupe de la Ligue | Coupe de la Ligue | Supercoupe | Supercoupe | Supercoupe | Compétition(s) continentale(s) | Compétition(s) continentale(s) | Compétition(s) continentale(s) | Compétition(s) continentale(s) | Supercoupe UEFA | Supercoupe UEFA | Supercoupe UEFA | Coupe du monde des clubs | Coupe du monde des clubs | Coupe du monde des clubs | Total | Total | Total |
| Saison                | Club                  | Division              | M.          | B.          | P.d.        | M.              | B.              | P.d.            | M.                | B.                | P.d.              | M.         | B.         | P.d.       | Comp.                          | M.                             | B.                             | P.d.                           | M.              | B.              | P.d.            | M.                       | B.                       | P.d.                     | M.    | B.    | P.d.  |
| 2009-2010             | Real Madrid           | Liga                  | 1           | 0           | 0           | -               | -               | -               | -                 | -                 | -                 | -          | -          | -          | C1                             | -                              | -                              | -                              | -               | -               | -               | -                        | -                        | -                        | 1     | 0     | 0     |
| Sous-total            | Sous-total            | Sous-total            | 1           | 0           | 0           | -               | -               | -               | -                 | -                 | -                 | -          | -          | -          | -                              | -                              | -                              | -                              | -               | -               | -               | -                        | -                        | -                        | 1     | 0     | 0     |
| 2010-2011             | Bolton Wanderers      | PL                    | 4           | 0           | 0           | 3               | 0               | 0               | 2                 | 0                 | 0                 | -          | -          | -          | -                              | -                              | -                              | -                              | -               | -               | -               | -                        | -                        | -                        | 9     | 0     | 0     |
| 2011-2012             | Bolton Wanderers      | PL                    | 5           | 1           | 0           | 1               | 0               | 0               | 1                 | 0                 | 0                 | -          | -          | -          | -                              | -                              | -                              | -                              | -               | -               | -               | -                        | -                        | -                        | 7     | 1     | 0     |
| 2012-2013             | Bolton Wanderers      | Championship          | 26          | 4           | 2           | 3               | 0               | 0               | 1                 | 0                 | 0                 | -          | -          | -          | -                              | -                              | -                              | -                              | -               | -               | -               | -                        | -                        | -                        | 30    | 4     | 2     |
| Sous-total            | Sous-total            | Sous-total            | 35          | 5           | 2           | 7               | 0               | 0               | 4                 | 0                 | 0                 | -          | -          | -          | -                              | -                              | -                              | -                              | -               | -               | -               | -                        | -                        | -                        | 46    | 5     | 2     |
| 2013-2014             | ACF Fiorentina        | Serie A               | 3           | 0           | 0           | -               | -               | 0               | -                 | -                 | -                 | -          | -          | -          | C3                             | 6                              | 0                              | 0                              | -               | -               | -               | -                        | -                        | -                        | 9     | 0     | 0     |
| 2014-2015             | ACF Fiorentina        | Serie A               | 22          | 1           | 3           | 3               | 0               | 0               | -                 | -                 | -                 | -          | -          | -          | C3                             | 10                             | 1                              | 0                              | -               | -               | -               | -                        | -                        | -                        | 35    | 2     | 3     |
| 2015-2016             | ACF Fiorentina        | Serie A               | 31          | 3           | 4           | 1               | 0               | 0               | -                 | -                 | -                 | -          | -          | -          | C3                             | 7                              | 0                              | 0                              | -               | -               | -               | -                        | -                        | -                        | 39    | 3     | 4     |
| 2016-2017             | ACF Fiorentina        | Serie A               | 2           | 0           | 0           | -               | -               | -               | -                 | -                 | -                 | -          | -          | -          | -                              | -                              | -                              | -                              | -               | -               | -               | -                        | -                        | -                        | 2     | 0     | 0     |
| Sous-total            | Sous-total            | Sous-total            | 58          | 4           | 7           | 4               | 0               | 0               | -                 | -                 | -                 | -          | -          | -          | -                              | 23                             | 1                              | 0                              | -               | -               | -               | -                        | -                        | -                        | 85    | 5     | 7     |
| 2013-2014             | Sunderland AFC (prêt) | PL                    | 16          | 0           | 1           | 1               | 0               | 0               | 3                 | 0                 | 0                 | -          | -          | -          | -                              | -                              | -                              | -                              | -               | -               | -               | -                        | -                        | -                        | 20    | 0     | 1     |
| Sous-total            | Sous-total            | Sous-total            | 16          | 0           | 1           | 1               | 0               | 0               | 3                 | 0                 | 0                 | -          | -          | -          | -                              | -                              | -                              | -                              | -               | -               | -               | -                        | -                        | -                        | 20    | 0     | 1     |
| 2016-2017             | Chelsea FC            | PL                    | 31          | 6           | 3           | 3               | 0               | 0               | 1                 | 0                 | 0                 | -          | -          | -          | -                              | -                              | -                              | -                              | -               | -               | -               | -                        | -                        | -                        | 35    | 6     | 3     |
| 2017-2018             | Chelsea FC            | PL                    | 33          | 7           | 2           | 3               | 1               | 1               | 2                 | 0                 | 0                 | 1          | 0          | 0          | C1                             | 7                              | 0                              | 1                              | -               | -               | -               | -                        | -                        | -                        | 46    | 8     | 4     |
| 2018-2019             | Chelsea FC            | PL                    | 31          | 2           | 4           | 2               | 0               | 0               | 1                 | 0                 | 0                 | 1          | 0          | 0          | C3                             | 4                              | 2                              | 1                              | -               | -               | -               | -                        | -                        | -                        | 39    | 4     | 5     |
| 2019-2020             | Chelsea FC            | PL                    | 18          | 4           | 2           | 4               | 0               | 0               | 2                 | 0                 | 0                 | -          | -          | -          | C1                             | 5                              | 0                              | 0                              | 0               | 0               | 0               | -                        | -                        | -                        | 29    | 4     | 2     |
| 2020-2021             | Chelsea FC            | PL                    | 13          | 2           | 0           | 2               | 0               | 0               | -                 | -                 | -                 | -          | -          | -          | C1                             | 2                              | 0                              | 0                              | -               | -               | -               | -                        | -                        | -                        | 17    | 2     | 0     |
| 2021-2022             | Chelsea FC            | PL                    | 28          | 4           | 3           | 2               | 1               | 0               | 5                 | 0                 | 0                 | -          | -          | -          | C1                             | 8                              | 0                              | 0                              | 1               | 0               | 0               | 1                        | 0                        | 0                        | 45    | 5     | 3     |
| Sous-total            | Sous-total            | Sous-total            | 153         | 25          | 13          | 16              | 2               | 1               | 11                | 0                 | 0                 | 2          | 0          | 0          | -                              | 26                             | 2                              | 2                              | 1               | 0               | 0               | 1                        | 0                        | 0                        | 210   | 29    | 16    |
| 2022-2023             | FC Barcelone          | Liga                  | 24          | 1           | 0           | 5               | 0               | 0               | -                 | -                 | -                 | 1          | 0          | 0          | C1+C3                          | 5+2                            | 1+1                            | 0+0                            | -               | -               | -               | -                        | -                        | -                        | 37    | 3     | 0     |
| 2023-2024             | FC Barcelone          | Liga                  | 5           | 0           | 0           | -               | -               | -               | -                 | -                 | -                 | -          | -          | -          | C1                             | 3                              | 0                              | 0                              | -               | -               | -               | -                        | -                        | -                        | 8     | 0     | 0     |
| Sous-total            | Sous-total            | Sous-total            | 29          | 1           | 0           | 5               | 0               | 0               | 0                 | 0                 | 0                 | 1          | 0          | 0          | -                              | 10                             | 2                              | 0                              | 0               | 0               | 0               | 0                        | 0                        | 0                        | 45    | 3     | 0     |
| 2024-2025             | Celta Vigo            | Liga                  | 29          | 2           | 0           | 2               | 1               | 0               | -                 | -                 | -                 | -          | -          | -          | -                              | -                              | -                              | -                              | -               | -               | -               | -                        | -                        | -                        | 31    | 3     | 0     |
| Sous-total            | Sous-total            | Sous-total            | 29          | 2           | 0           | 2               | 1               | 0               | 0                 | 0                 | 0                 | 0          | 0          | 0          | -                              | 0                              | 0                              | 0                              | 0               | 0               | 0               | 0                        | 0                        | 0                        | 31    | 3     | 0     |
| Total sur la carrière | Total sur la carrière | Total sur la carrière | 321         | 37          | 22          | 35              | 3               | 1               | 18                | 0                 | 0                 | 3          | 0          | 0          | -                              | 59                             | 5                              | 2                              | 1               | 0               | 0               | 1                        | 0                        | 0                        | 438   | 45    | 25    |

## Palmarès

### En club
Avec Chelsea, il est champion d'Angleterre en 2017. Vainqueur de la FA Cup en 2018, il en est également finaliste en 2017, 2020 et 2021. Il gagne la Ligue Europa en 2019 ainsi que la Ligue des champions en 2021, sans en disputer les finales. À la suite du sacre en Ligue des champions, il remporte la Supercoupe de l'UEFA en 2021, et en février 2022, il remporte la Coupe du monde des clubs de la FIFA, la première de l'histoire du club.
Avec le FC Barcelone, il est champion d'Espagne en 2023.

### Distinctions personnelles
- Membre de l'équipe type de Premier League en 2018.

## Vie personnelle
Son arrière grand père Luis Zabala était un footballeur professionnel jouant notamment au FC Barcelone. Son grand-père, Marcos Alonso Imaz, surnommé Marquitos a été footballeur professionnel au Real Madrid CF avec lequel il a remporté à cinq reprises la Coupe d'Europe des clubs champions. Son père, Marcos Alonso Peña, est footballeur professionnel puis entraîneur ; il joue notamment à l'Atlético de Madrid et au FC Barcelone et obtient 22 sélections en équipe nationale[réf. nécessaire].
Le 2 mai 2011, Marcos Alonso est arrêté par la police espagnole à la suite de son implication dans un accident de voiture à Madrid. La voiture qu'il conduit entre en collision avec un mur causant le décès d'un des passagers du véhicule, une jeune femme de 20 ans. Il est accusé d'avoir conduit avec une alcoolémie supérieure au taux autorisé par la législation espagnole.